# کریچیم
کریچیم (به بلغاری: Кричим) شهری در استان پلوودیو کشور بلغارستان است که جمعیت آن در سال ۲۰۰۱ میلادی ۸٬۵۴۴ نفر بوده‌است.